# Ålbergstjärnen
Ålbergstjärnen är en sjö i Falu kommun i Dalarna och ingår i Dalälvens huvudavrinningsområde. Sjöns area är 0,014 kvadratkilometer och den befinner sig 228 meter över havet.